# Jean-Baptiste Scotin
Jean-Baptiste Scotin, dit Scotin le Jeune est un graveur en taille-douce français né le 9 juillet 1678 à Paris. Il vécut successivement rue des Noyers et rue Saint-Jacques à Paris et est mort à Paris en 1740. 
Il est aussi appelé Jean-Baptiste I Scotin, afin de le distinguer de Jean-Baptiste II Scotin, graveur moins connu né en 1729 et ayant exercé à Saint-Petersbourg.

## Biographie
Les Scotin, qui, à l'instar des Audran, constituent une importante dynastie de graveurs des XVIIe et XVIIIe siècles, ont des racines anversoises. Le nom de Pierre Scotin (1618-1681), sous lequel nous connaissons le grand-père de Jean-Baptiste, est la forme francisée de Peeter Schoutens, graveur exerçant à Anvers et dont le fils, Gérard Ier Scotin (Anvers, 1643 - Paris, 1715), s'installe à Paris après y avoir épousé Geneviève Bailleu (ou Bailleul) le 23 juin 1665. Jean-Baptiste, qui est donc leur fils, est le filleul de Gérard Edelinck (de même natif d'Anvers), le frère cadet de Marie Catherine (née en 1667 et filleule d'Adam François van der Meulen) et de Gérard Jean-Baptiste Ier dit Scotin l'aîné (1671-1716), ainsi que le père, parmi au moins quatre enfants issus de son mariage avec Marie-Madeleine Roland, des graveurs François Gérard (1703-?) et Louis François Scotin.
Jean-Baptiste Scotin a pour élèves les graveurs Alexandre Maisonneuve (de 1714 à 1719) et Michel Demarne (de 1716 à 1722).
Si la date du décès de Jean-Baptiste Scotin est généralement dite inconnue, l'année 1740 est avérée par les Archives nationales qui détiennent le compte d'exécution testamentaire le concernant.

## Œuvres

### Gravures
- Portraits de Louis le Grand gravés suivant ses différents âges, gravure d'après les portraits en médaillon d'Antoine Benoist, 1704[4].
- Pierre Dionis dirigeant une dissection, 1707.
- La Science victorieuse de l'Hérésie présentant un livre à la Vérité qui est assise dans un trône[5].
- Sphère mouvante selon l'hypothèse de Nicolas Copernic, d'après Jean Pigeon[6].

### Contributions bibliophiliques (ordre chronologique)

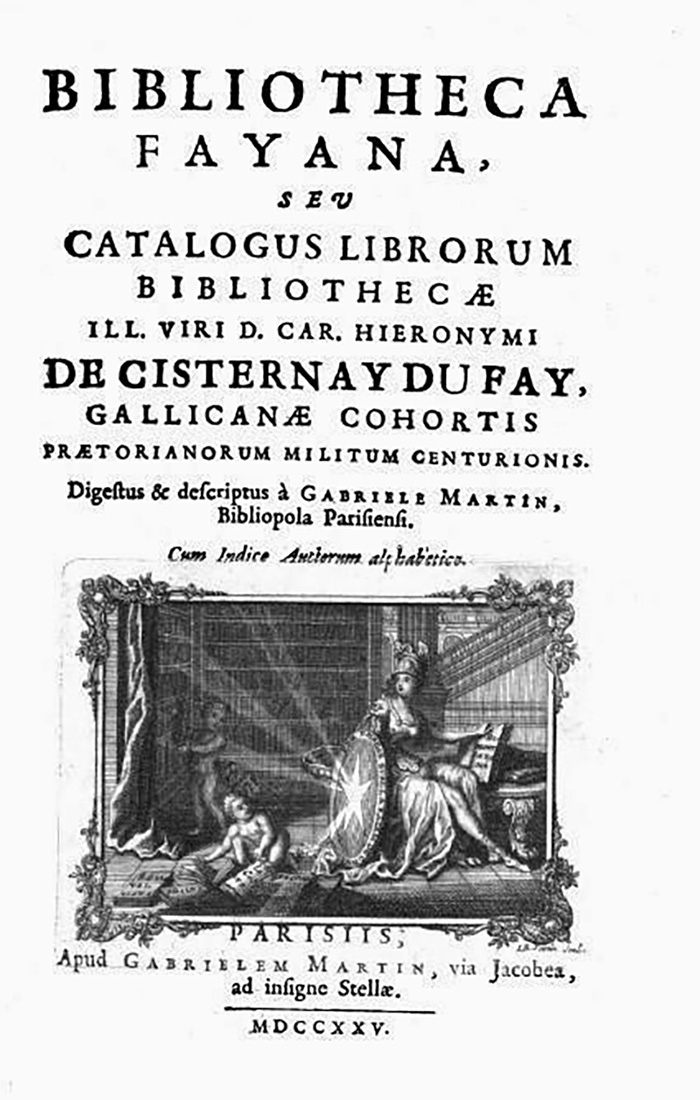
Jean-Baptiste Scotin, Biblioteca Fayana, 1725

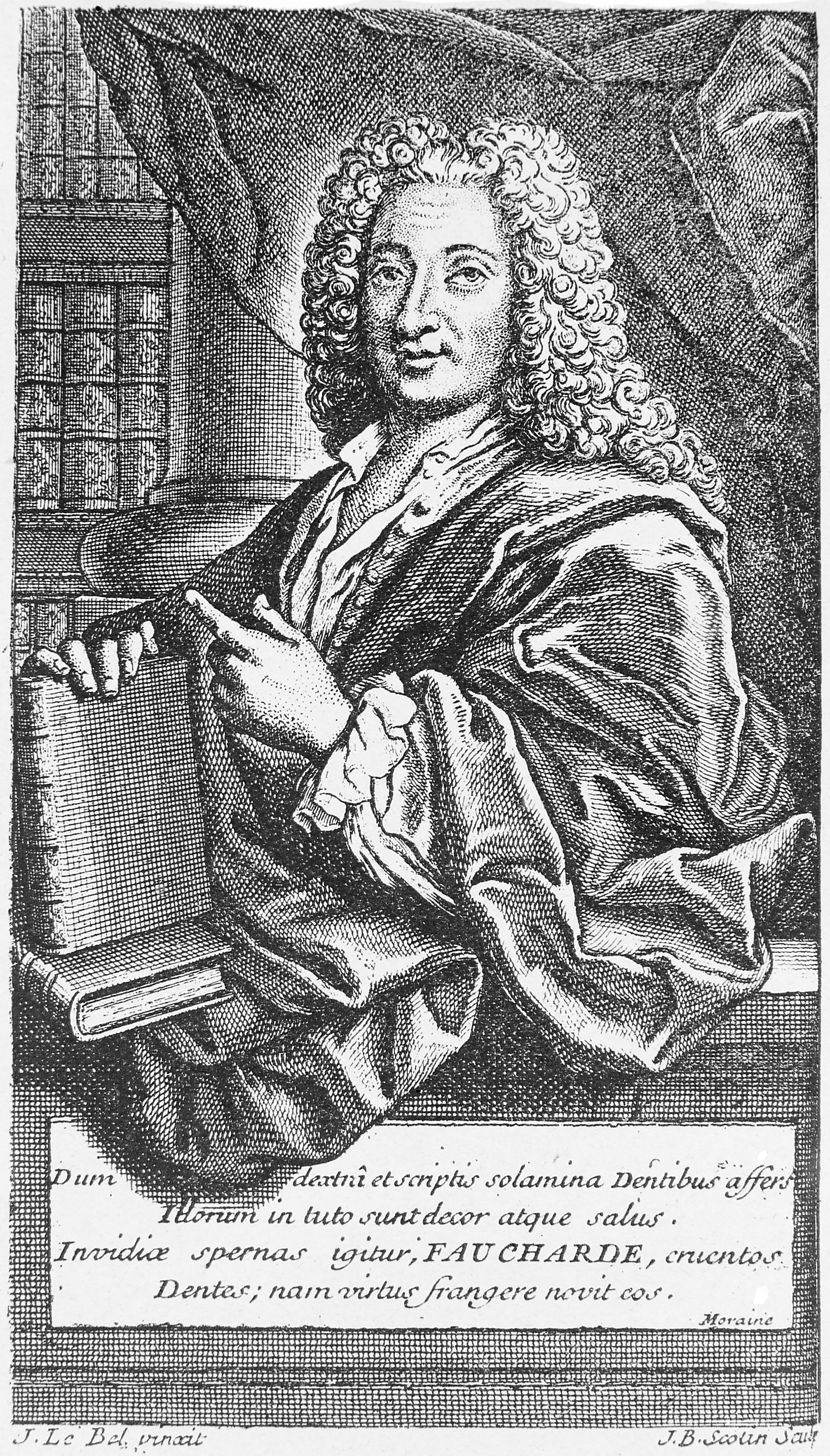
Jean-Baptiste Scotin, Pierre Fauchard d'après Jean Lebel, 1728

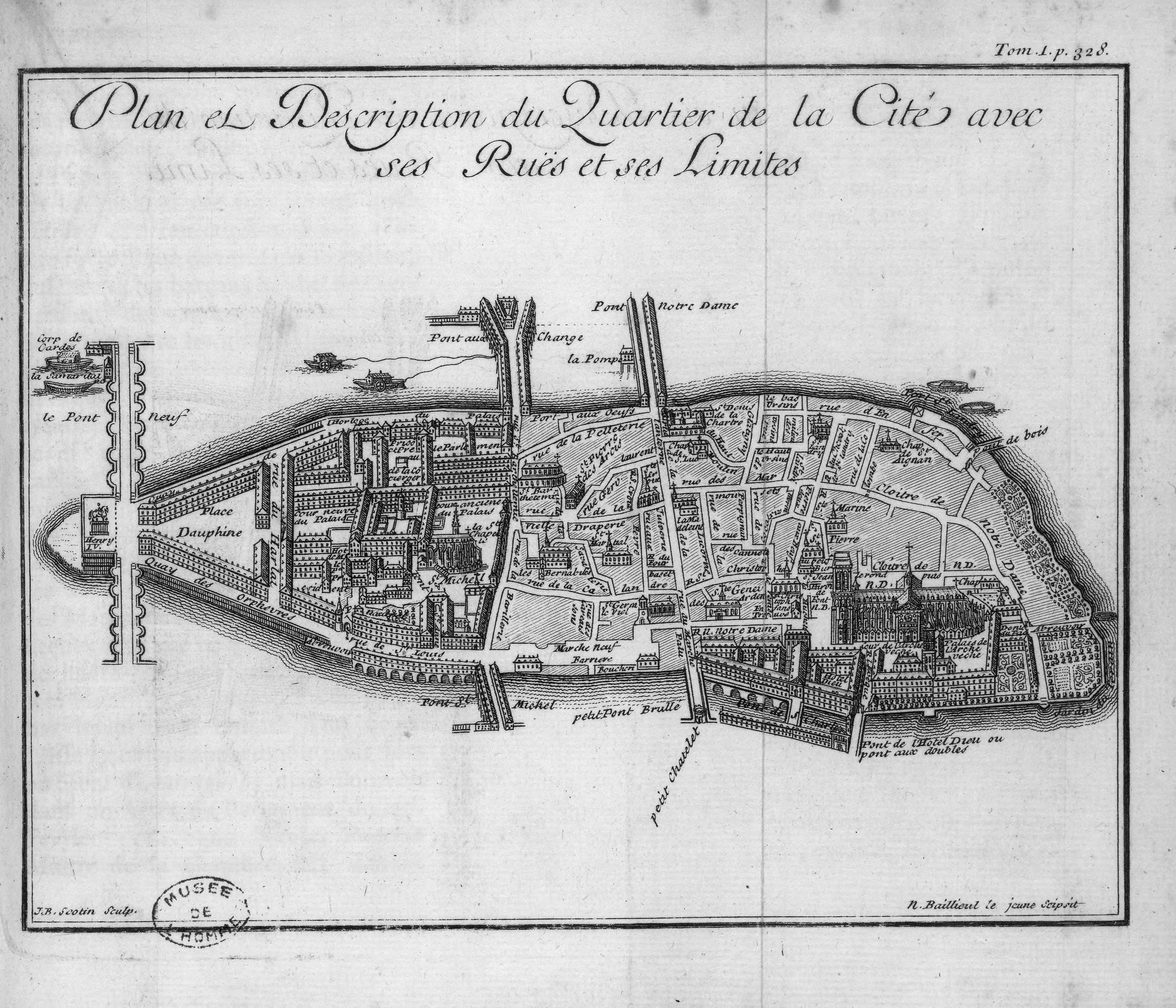
Jean-Baptiste Scotin, plan de l'île de la Cité

- Philippe Quinault, Théâtre, avec le Portrait de Philippe Quinault gravé par Jean-Baptiste Scotin et placé en tête des pages préliminaires (Vie de Philippe Quinault par Boscheron), Pierre Ribou, Paris, 1715[7].
- Augustin Calmet, religieux bénédictin de la Congrégation de Saint-Vanne et de Saint-Hydulphe, Commentaire littéral sur tous les livres de l'Ancien et du Nouveau Testament, six des vingt-six volumes in-4 : « Les deux livres d'Eschas, Tobie, Judith et Esther », Pierre Emery, Paris, 1712 ; « Psaumes de David » (deux volumes), Pierre Emery, Paris, 1713 ; « Josué, les Juges et Ruth », Pierre Emery, Paris, 1720.
- Germain Brice, Description de la ville de Paris et de tout ce qu'elle contient de plus remarquable, gravures dont « L'Observatoire » par Jean-Baptiste Scotin, François Fournier, libraire rue Saint-Jacques à Pars, 1713 (6e édition) et 1717 (7e édition)[8].
- Charles de Ferriol, ambassadeur de la France à Constantinople, Explication des cent estampes qui représentent différentes nations du Levant avec de nouvelles estampes de cérémonies turques qui ont aussi leurs explications, gravures de Bernard Baron, Claude du Bosc, Charles-Nicolas Cochin le Père, Jacques de Franssières, Jean Baptiste Haussard, Pierre de Rochefort, Philippe Simonneau, Gérard Ier et Jean-Baptiste Scotin d'après Jean-Baptiste van Mour, Jacques Collombat imprimeur-libraire, 1715.
- Amédée François Frézier, Relation du voyage de la mer du Sud aux côtes du Chili et du Pérou fait pendant les années 1712, 1713 et 1714, chez Jean-Geoffroy Nyon, Étienne Ganneau et Jacques Quillau, 1716 [9]
- Bacqueville de la Potherie, Histoire de l'Amérique Septentrionale, frontispice de Jean-Baptiste Scotin, chez Jean-Luc Nion et François Didot, Paris, 1722.
- Madeleine-Angélique de Gomez, Les Journées amusantes, dédiées au Roi, frontispice Louis XV, Roi de France et de Navarre gravé par Jean-Baptiste Scotin, André Morin, 1722[10]
- Joseph François Lafitau, Mœurs des sauvages américains comparées aux mœurs des premiers temps, figures gravées en taille douce par Jean-Baptiste Scotin, chez Saugrain l'Aîné et chez Charles-Étienne Hochereau, Paris, 1724 (4 volumes[11])
- Biblioteca Fayana (titre en latin) - Catalogue des livres de la bibliothèque de très illustre homme Charles Jérôme de Cisternay du Faye, capitaine aux Gardes françaises, vignette en-titre Bibliothèque où Minerve assise, soutenant un écu frappé d'une étoile rayonnante, enseigne du libraire Gabriel Martin portant la devise « Per umbras stella facem ducens » (Énéide, Virgile, Livre II, vers 693-694), est accompagnée de deux putti, l'un d'eux consultant quatre catalogues antérieurs parus chez Gabriel Martin, chez Gabriel Martin, Paris, 1725.
- Nicolas Racot de Grandval, Le vice puni, ou Cartouche, poème, nouvelle édition plus belle, plus correcte et augmentée par l'auteur, avec des figures convenables à chaque chant, dont les dessins ont été faits sur les lieux où Cartouche s'est le plus signalé, figures en taille-douce (une gravure par chant) par Jean-Baptiste Scotin d'après Robert Bonnart, imprimé à Anvers, chez Pierre Prault, Paris, 1726 [12]
- Théodore de Blois, Histoire de Rochefort contenant l'établissement de cette ville, de son port et arsenal de marine, et les antiquités de son château, frontispice gravé sur cuivre par Jean-Baptiste Scotin, P. Simon, Paris, 1728.
- Dernoz de la Salle, Méthode de musique, selon un nouveau système très court, très facile et très sûr, bandeaux gravés par Jean-Baptiste Scotin, P. Simon, Paris, 1728.
- Pierre Fauchard, Le chirurgien dentiste ou traité des dents, portrait de l'auteur en frontispice gravé par Jean-Baptiste Scotin d'après Jean Lebel, 2 volumes, chez Jean Mariette, 1728[13].
- Jean-Joseph Languet de Gergy, Office de la semaine sainte en latin et en français à l'usage de Rome et de Paris avec des réflexions et méditations, prières et instructions pour la confession et la communion, dédié à la Reine pour l'usage de Sa maison, frontispice et trois planches hors-texte par Jean-Baptiste Scotin, Veuve Mazières et Garnier, Paris, 1728[14]
- Jean-Joseph Languet de Gergy, La vie de la vénérable mère Marguerite-Marie, religieuse de la Visitation, Sainte Marie du monastère de Paray-le-Monial en Charolais, morte en odeur de sainteté en 1690, frontispice et bandeau de l'épître à la Reine par Jean-Baptiste Scotin, Veuve Raymond Mazières et J.B. Garnier, Paris, 1729.
- Jean-Baptiste de La Quintinie, Instruction pour les jardins fruitiers et potagers, avec un traité des orangers et des réflexions sur l'agriculture, nouvelle édition revue, corrigée et augmentée d'une instruction pour la culture des fleurs, 2 volumes contenant 13 planches hors-texte dont 8 dépliantes, 7 têtes-de-chapitre et 7 lettrines historiées gravées sur cuivre par Jean-Baptiste Scotin, Compagnie des libraires, Paris, 1730.
- Longus, Les amours pastorales de Daphnis et Chloé, traduction de Jacques Amyot, huit planches gravées par Jean-Baptiste Scotin, Coustelier, Paris, 1731.
- Abbé Pierre Guilbert, Description historique des château, bourg et forêt de Fontainebleau contenant une explication historique des peintures, tableaux, reliefs, statues, ornements qui s'y voient, et ja vie des architectes, peintres et sculpteurs qui y ont travaillé[15], plans et figures gravés par Jean-Baptiste Scotin, chez André Cailleau, Paris, 1731 (2 volumes[16]).
- François Rabelais, Œuvres de Maître François Rabelais publiées sous le titre de faits et dits du géant Gargantua et de son fils Pantagruel, avec la prognostication pantagrueline, l'épître du Limosin, la crème philosophale et deux épîtres à deux vieilles de mœurs et d'humeurs différentes et des remarques historiques et critiques de Monsieur Le Duchat sur tout l'ouvrage, cinq volumes, frontispice et carte dépliante gravés par Jean-Baptiste Scotin au premier volume, chez Prault, Paris, 1732.
- Les parodies du nouveau théâtre italien, ou recueil de parodies représentées sur le théâtre de l'hôtel de Bourgogne, par les comédiens italiens ordinaires du Roi, frontispice de Jean-Baptiste Scotin, Éditions Briasson, Paris, 1738.
- John Taylor, Nouveau traité d'anatomie du globe de l'œil, avec l'usage de ses différentes parties et de celles qui lui sont contiguës, orné du Portrait de John Taylor gravé par Jean-Baptiste Scotin d'après le Chevalier Riche à Rome, chez Michel-Étienne David, 1738[17]
- Abbé Pierre Danet, Grand dictionnaire français et latin enrichi des meilleures façons de parler en l'une et l'autre langue, avec des notes de critique et de grammaire, composé par ordre du Roi, pour servir aux études de Monseigneur le Dauphin et Messeigneurs les Princes, frontispice gravé par Jean-Baptiste Scotin, chez les frères Deville, Lyon, 1738.
- François Raguenet, Histoire du Vicomte de Turenne, gravures dont vignette au titre par Jean-Baptiste Scotin, chez Denys Mouchet, imprimeur-libraire, Paris, 1741.
- Jean-Baptiste Avrillon, Pensées sur différents sujets de morale, contenant un abrégé de la vie de l'auteur et le catalogue de ses ouvrages, portrait de l'auteur en frontispice gravé par Jean-Baptiste Scotin, chez D.A. Pierres, 1741.
- Jean-Aimar Piganiol de La Force, Description de Paris, de Versailles, de Marly, de Saint-Cloud, de Fontainebleau et de toutes les autres belles maisons et châteaux des environs de Paris, huit volumes, chez Théodore Legras, 1742.
- Bernhard Siegfried Albinus, Tabulae sceleti et musculorum corporis humaani, gravures par Louis-Pierre Boitard, Charles Grignion, Louis-Antoine Ravenet et Jean-Baptiste Scotin, Typis H. Woodfall, impensis Johannis et Pauli Knapton, Londres, 1749[18]
- Nicolas Bion, Traité de la construction et des principaux usages des instruments de mathématiques, avec les figures nécessaires pour l'intelligence de ce traité, gravures (dont Construction et usages des instruments de mathématiques, frontispice allégorique) de Jean-Baptiste Scotin, chez Charles-Antoine Jombert, 1752[19]

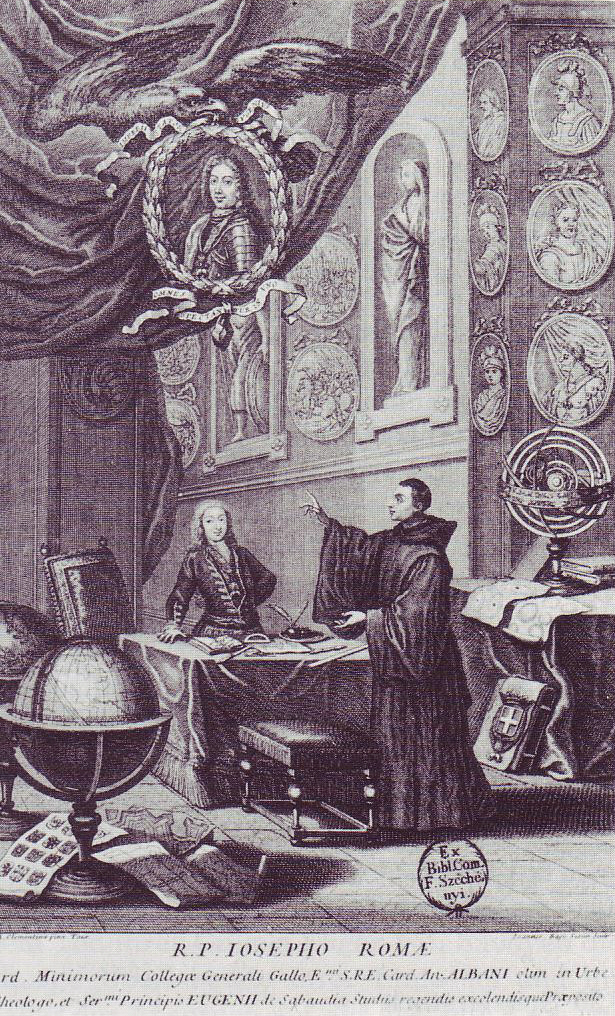
Jean-Baptiste Scotin, Eugène de Savoie-Carignan et le cardinal Albani

## Musées et collections publiques

### France
- Musée Médard, Lunel; Les Amours pastorales de Daphnis et Chloé, par Longus, 1731.
- Bibliothèque de l'Arsenal, Paris, Portrait de Philippe Quinault, 1715[7].
- Cabinet des estampes de la Bibliothèque nationale de France, Paris.

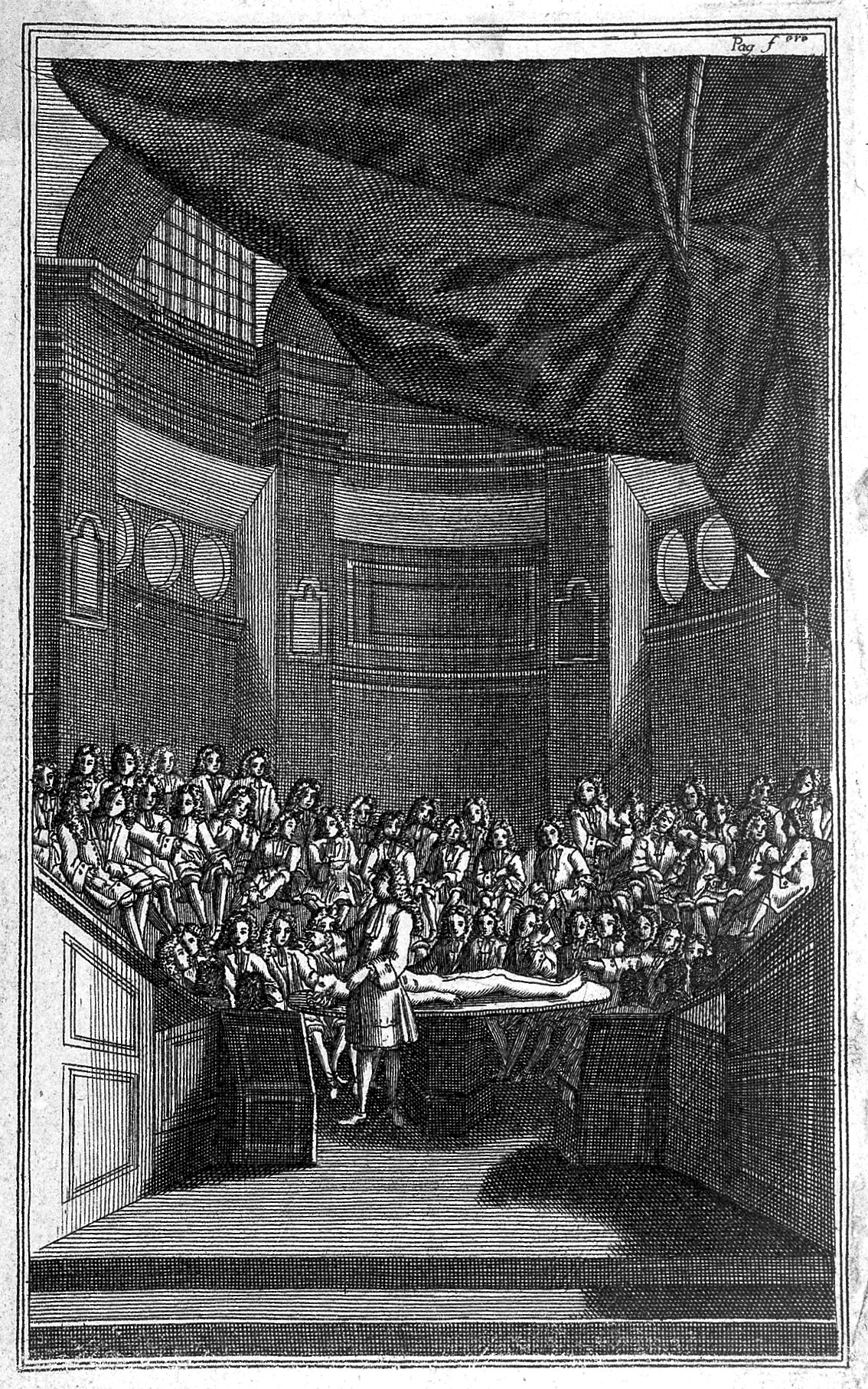
Jean-Baptiste Scotin, Pierre Dionis dirigeant une dissection, 1707

- Musée de l'Homme, Paris, Relation du voyage de la mer du Sud aux côtes du Chili et du Pérou d'Amédée François Frézier, 1722.

### Allemagne
- Bibliothèque de la ville de Trèves (de), portraits gravés d'Albert II du Saint-Empire, de Pie II et de Georges de Bohême[20].

### Hongrie
- Musée national hongrois, Budapest, Le Prince Eugène de Savoie-Carignan et le cardinal Alessandro Albani.

### Pays-Bas
- Rijksmuseum, Amsterdam, Portrait de Pierre Fauchard, d'après Jean Lebel, 1728.

### Royaume-Uni
- Wellcome Collection, Pierre Dionis dirigeant une dissection, 1707.

### Canada
- Université de Montréal, Grand dictionnaire français et latin de l'abbé Pierre Danet, 1738.

### États-Unis
- Musée Isabella Stewart Gardner, Boston, Office de la Semaine sainte de Jean-Joseph Languet de Gergy, 1728.
- Getty Research Institute, Los Angeles, Mœurs des sauvages américains comparées aux mœurs des premiers temps de Joseph François Lafitau, 1724 ; Description historique des château, bourg et forêt de Fontainebleau de l'abbé Pierre Guilbert, 1731 ; Traité de la construction et des principaux usages des instruments de mathématiques de Nicolas Brion, 1752.

## Collections privées
- Recueil Crozat[21] — selon la BNF, il s'agirait plutôt de Gérard Jean-Baptiste II Scotin[22].